# Hovea impressinerva
Hovea impressinerva är en ärtväxtart som beskrevs av I.Thomps. Hovea impressinerva ingår i släktet Hovea och familjen ärtväxter. Inga underarter finns listade i Catalogue of Life.